# Manuel Lucas Ayoví
Manuel Erasmo Lucas Ayoví (Machala, Ecuador; 15 de marzo de 1993) es un futbolista ecuatoriano. Juega de defensa central y su equipo actual es el 9 de Octubre de la Serie B de Ecuador.

## Trayectoria

### Inicios
Se inició jugando para Urseza, después pasa por Atlético Audaz, Parma de Ecuador y Audaz Octubrino.

### Fuerza Amarilla
En el 2017 hasta el primer semestre de 2019 llega a Fuerza Amarilla.

### América de Quito
En el 2019 pasa al América de Quito pero posteriormente fue separado del equipo.

### 9 de Octubre
En el 2020 es contratado por el 9 de Octubre. Con el equipo octubrino en 2020 logró el título de campeón y ascenso de la Serie B a Serie A; en 2021 fue parte del equipo que clasificó a la Copa Sudamericana 2022, en el regreso del club a torneos internacionales.

## Estadísticas

### Clubes
Actualizado al último partido disputado el 30 de octubre de 2024.
| Club                        | Temporada     | Liga  | Liga  | Copas nacionales | Copas nacionales | Copas internacionales | Copas internacionales | Total | Total |
| Club                        | Temporada     | Part. | Goles | Part.            | Goles            | Part.                 | Goles                 | Part. | Goles |
| --------------------------- | ------------- | ----- | ----- | ---------------- | ---------------- | --------------------- | --------------------- | ----- | ----- |
| Urseza · Ecuador            | 2008          | 3     | 0     | -                | -                | -                     | -                     | 3     | 0     |
| Urseza · Ecuador            | 2009          | 6     | 0     | -                | -                | -                     | -                     | 6     | 0     |
| Urseza · Ecuador            | 2010          | 6     | 0     | -                | -                | -                     | -                     | 6     | 0     |
| Urseza · Ecuador            | 2011          | 4     | 0     | -                | -                | -                     | -                     | 4     | 0     |
| Atlético Audaz · Ecuador    | 2011          | 2     | 0     | -                | -                | -                     | -                     | 2     | 0     |
| Atlético Audaz · Ecuador    | Total club    | 2     | 0     | -                | -                | -                     | -                     | 2     | 0     |
| Urseza · Ecuador            | 2012          | 6     | 0     | -                | -                | -                     | -                     | 6     | 0     |
| Urseza · Ecuador            | Total club    | 25    | 0     | -                | -                | -                     | -                     | 25    | 0     |
| Deportivo Bolívar · Ecuador | 2013          | 16    | 1     | -                | -                | -                     | -                     | 16    | 1     |
| Deportivo Bolívar · Ecuador | 2014          | 11    | 0     | -                | -                | -                     | -                     | 11    | 0     |
| Deportivo Bolívar · Ecuador | Total club    | 27    | 1     | -                | -                | -                     | -                     | 27    | 1     |
| Parma · Ecuador             | 2015          | 13    | 1     | -                | -                | -                     | -                     | 13    | 1     |
| Parma · Ecuador             | Total club    | 13    | 1     | -                | -                | -                     | -                     | 13    | 1     |
| Audaz Octubrino · Ecuador   | 2016          | 25    | 0     | -                | -                | -                     | -                     | 25    | 0     |
| Audaz Octubrino · Ecuador   | Total club    | 25    | 0     | -                | -                | -                     | -                     | 25    | 0     |
| Fuerza Amarilla · Ecuador   | 2017          | 3     | 0     | -                | -                | 0                     | 0                     | 3     | 0     |
| Fuerza Amarilla · Ecuador   | 2018          | 9     | 0     | -                | -                | -                     | -                     | 9     | 0     |
| Fuerza Amarilla · Ecuador   | 2019          | 14    | 0     | 2                | 0                | -                     | -                     | 16    | 0     |
| Fuerza Amarilla · Ecuador   | Total club    | 26    | 0     | 2                | 0                | 0                     | 0                     | 28    | 0     |
| América de Quito · Ecuador  | 2019          | 9     | 0     | 1                | 0                | -                     | -                     | 10    | 0     |
| América de Quito · Ecuador  | Total club    | 9     | 0     | 1                | 0                | -                     | -                     | 10    | 0     |
| 9 de Octubre · Ecuador      | 2020          | 16    | 0     | 0                | 0                | -                     | -                     | 16    | 0     |
| 9 de Octubre · Ecuador      | 2021          | 22    | 3     | 2                | 0                | -                     | -                     | 24    | 3     |
| 9 de Octubre · Ecuador      | 2022          | 18    | 1     | 7                | 0                | 5                     | 1                     | 30    | 2     |
| 9 de Octubre · Ecuador      | 2023          | 21    | 0     | 0                | 0                | -                     | -                     | 21    | 0     |
| 9 de Octubre · Ecuador      | 2024          | 29    | 0     | 0                | 0                | -                     | -                     | 29    | 0     |
| 9 de Octubre · Ecuador      | Total club    | 106   | 4     | 9                | 0                | 5                     | 1                     | 120   | 5     |
| Total carrera               | Total carrera | 233   | 6     | 12               | 0                | 5                     | 1                     | 250   | 7     |
| 1. 2.                       |               |       |       |                  |                  |                       |                       |       |       |

## Palmarés

### Títulos nacionales
| Título             | Club         | País    | Año  |
| ------------------ | ------------ | ------- | ---- |
| Serie B de Ecuador | 9 de Octubre | Ecuador | 2020 |